# Reiner Kunze
Reiner Kunze (n. 16 august 1933) este un scriitor, traducător și fost disident din Republica Democrată Germană.

## Viața
Născut la Oelsnitz/Erzgeb. ca fiu al unui miner și a unei muncitoare textile, Kunze a studiat filosofia și jurnalistica la Universitatea Karl Marx din Leipzig.
Primele poezii le-a publicat în revista "neue deutsche literatur" în anul 1953, iar doi ani mai târziu, după ce și-a luat examenul de stat, a început să lucreze ca asistent universitar la Facultatea de jurnalistică a Universității Karl Marx din Leipzig.
În anul 1961, după mulți ani de corespondență, a cunoscut-o personal pe ceha de origine germană Elisabeth Littnerova, cu care s-a căsătorit în 1962, stabilindu-se în RDG. Ea a lucrat ca ortodontă, iar el ca scriitor liber profesionist.
În 1968 Kunze și-a dat demisia din Partidul Unității Socialiste în protest față de invazia Cehoslovaciei de către trupele Pactului de la Varșovia.
Când cartea sa de literatură pentru copii Der Löwe Leopold: Fast Märchen, fast Geschichte („Leul Leopold: Aproape povestire, aproape istorie”) a apărut în RFG în 1970, a fost sancționat disciplinar și exemplarele de autor i-au fost confiscate.
În anul 1976 i-a apărut tot în RFG volumul de proză Die wunderbaren Jahre („Anii cei minunați”), în care critică aspru sistemul social-politic din RDG. Manuscriptul îl trimisese clandestin în RFG. Datorită poziției sale de disident, Kunze a fost exclus din Uniunea Scriitorilor din RDG, ceea ce însemna de fapt o interdicție de exercitare a meseriei. O ediție planificată pentru RDG a cărții Der Löwe Leopold: Fast Märchen, fast Geschichte a fost retrasă, iar cele 15.000 de exemplare care fuseseră deja tipărite au fost date la topit.
Pe data de 7 aprilie 1977, Kunze și familia sa au depus cerere de renunțare la cetățenia RDG din cauza represaliilor la care erau supuși din partea autoritățile din RDG. Cererea a fost aprobată in timpul record de trei zile, și pe data de 13 aprilie 1977 familia Kunze s-a stabilit în RFG.
În 1978 a scris scenariul pentru filmul Die wunderbaren Jahre, film care a apărut în 1979.
În 1981, a publicat primul volum de poezie de dupa emigrare, volum intitulat Auf eigene Hoffnung („Pe speranță proprie”).
În anul 1990 și-a văzut dosarul din arhivele Securității est-germane (Stasi), documente pe care le-a folosit parțial pentru scrierea volumului Deckname Lyrik („Nume de cod Lyrik”), din care reiese că președintele Partidului Social-Democrat est-german (DDR-SPD), Ibrahim Böhme, a fost ani îndelungați colaborator Stasi.
Actualmente (2009), trăiește ca scriitor liber profesionist în localitatea Erlau de lângă Passau.

## Apartenențe
Kunze este membru al Academiei Bavareze a Artelor Frumoase, al Academiei Germane Pentru Limbă și Creație, al Academiei Libere a Artelor Rhein-Neckar și al Academiei Saxone a Artelor.
Este de asemenea membru al centrului P.E.N. a scriitorilor de limbă germană din străinătate. Din 1975 până în 1992 a fost membru al Academiei de Arte din Berlin, din care și-a dat demisia împreună cu mulți alți colegi în semn de protest față de acceptarea en bloc a tuturor membrilor fostei Academii a Artelor din RDG. Kunze este membru de onoare al Collegium europaeum Jenense al Universitatii Friedrich Schiller din Jena, al Uniunii Libere a Autorilor Germani, al Uniunii Scriitorilor din Ungaria, al centrului P.E.N. din Cehia.

## Decorații
- 1968 Übersetzerpreis des Tschechoslowakischen Schriftstellerverbandes („Premiul de traducător al Uniunii Scriitorilor din Cehoslovacia”)
- 1971 Deutscher Jugendliteraturpreis|Deutscher Jugendbuchpreis („Premiul Literaturii pentru tineret|Premiul Cărții pentru tineret”)
- 1973 Großer Literaturpreis der Bayerischen Akademie der Schönen Künste („Marele Premiu Literar al Academiei Bavareze a Artelor Frumoase”)
- 1973 Mölle-Literatur-Preis („Premiul de literatură Mölle”)
- 1977 Georg-Büchner-Preis
- 1977 Andreas-Gryphius-Preis
- 1977 Georg-Trakl-Preis
- 1979 Bayerischer Filmpreis für das Drehbuch zum Film Die wunderbaren Jahre (Premiul pentru scenariul filmului  Die wunderbaren Jahre)
- 1981 Geschwister-Scholl-Preis für Auf eigene Hoffnung
- 1984 Eichendorff-Literaturpreis
- 1993 Ehrendoktor der Technischen Universität Dresden (Doctor Honoris Causa al Universității Tehnice Dresda
- 1993 Großes Bundesverdienstkreuz („Marea Cruce de Merit a Republicii Federale Germania”)
- 1993 Kulturpreis der deutschen Freimaurer („Premiul Cultural al Frimasonilor germani”)
- 1995 Ehrenbürgerschaft der Stadt Greiz (Cetățean de onoare al orașului Greiz)
- 1997 Weilheimer Literaturpreis
- 1999 Friedrich-Hölderlin-Preis
- 2000 Christian-Ferber-Ehrengabe der Deutschen Schillerstiftung
- 2001 Hans-Sahl-Preis
- 2001 Bayerischer Maximiliansorden für Wissenschaft und Kunst
- 2002 Kunstpreis zur deutsch-tschechischen Verständigung
- 2002 Sprachwahrer des Jahres der Deutschen Sprachwelt
- 2003 Ján-Smrek-Preis
- 2003 Ehrenbürgerschaft der Stadt Oelsnitz/Erzgebirge
- 2004 Preis der Stiftung für Abendländische Besinnung
- 2004 Premia Bohemica
- 2006 Ehrengast des Heinrich-Heine-Hauses Lüneburg
- 2007 Ehrenmitglied der Neuen Fruchtbringenden Gesellschaft
- 2008 Thüringer Verdienstordens für sein Lebenswerk

În cinstea sa, orașul său natal Oelsnitz a instituit un Premiu Reiner-Kunze, care a fost decernat pentru prima dată în 2007.

## Opera
- Die Zukunft sitzt am Tische. Gedichte, Mitteldeutscher Verlag, Halle (Saale), 1955 (zusammen mit Egon Günther)
- Vögel über dem Tau. Liebesgedichte und Lieder. Mitteldeutscher Verlag, Halle (Saale), 1959
- Fragen des lyrischen Schaffens, Halle an der Saale, VEB Verlag Sprache und Literatur 1960, (Beiträge zur Gegenwartsliteratur Heft 18).
- Widmungen. Gedichte, Bad Godesberg, Hohwacht Verlag 1963
- Die guten Sitten. . Mitteldeutscher Verlag, Halle Saale, 1964, Feuilletons (zusammen mit Heinz Knobloch)
- sensible wege, 1969
- Der Löwe Leopold, fast Märchen, fast Geschichten, 1970
- zimmerlautstärke, 1972
- Brief mit blauem Siegel, 1973
- Die wunderbaren Jahre. Prosa. Frankfurt am Main: S. Fischer, 1976, 127 S., ISBN 3-10-042003-9;  432.-437. Tausend. Fischer-Taschenbuch-Verlag, 1994, 124 S., ISBN 3-596-22074-2 (Fischer; 2074)
- auf eigene hoffnung, Gedichte, 1981
- Wundklee, 1982. Übersetzung der Gedichte Jan Skácels
- aus: einundzwanzg variationen über das thema "die post". Mit Holzschnitten von Alfred Pohl. Hauzenberg 1983
- gespräch mit der amsel, frühe Gedichte, 1984
- eines jeden einziges leben, Gedichte, 1986
- Das weiße Gedicht, Essays, 1989
- Deckname »Lyrik«. Eine Dokumentation. Frankfurt am Main: Fischer-Taschenbuch-Verlag, 1990, 124 S., ISBN 3-596-10854-3 (Fischer; 10854: Sachbuch); 3. Auflage, 2003
- Wohin der Schlaf sich schlafen legt, Gedichte für Kinder, 1991
- Am Sonnenhang. Tagebuch eines Jahres, Frankfurt am Main: S. Fischer, 1993, 207 S., ISBN 3-10-042014-4 (autobiographische Prosa)
- Wo Freiheit ist ... . Gespräche 1977 - 1993. Frankfurt am Main: S. Fischer, 1994, 237 S., ISBN 3-10-042015-2
- Begehrte, unbequeme Freiheit. Interviews zu Fragen von Torsten Büker ... ; 1989 - 1992. Hauzenberg: Edition Pongratz, 1993, 61 S., ISBN 3-923313-79-9 (Edition Toni Pongratz; 48)
- ein tag auf dieser erde, Gedichte, 1998
- Die Intellektuellen als Gefahr für die Menschheit oder Macht und Ohnmacht der Literatur. Gespräch zwischen Günter Kunert und Reiner Kunze. Kiel: Kunststiftung der Landesbank SH. 1999 (ohne ISBN).
- Steine und Lieder, Namibische Notizen und Fotos, 1996
- Der Kuß der Koi, Prosa und Fotos, 2002
- Die Aura der Wörter. Denkschrift zur Rechtschreibreform. Neuausgabe mit Zwischenbilanz. Stuttgart: Radius, 2004, 78 S., ISBN 3-87173-303-2 (1. Auflage 2002)
- Wo wir zu Hause das Salz haben, Nachdichtungen, 2003
- Die Chausseen der Dichter, Gespräch über Peter Huchel und die Poesie (gemeinsam mit Mireille Gansel), 2004
- Bleibt nur die eigene Stirn. Ausgewählte Reden, Stuttgart: Radius Verlag,  2005, 199 Seiten
- lindennacht, Gedichte, 2007

## Traduceri
Cărțile sale au fost traduse în peste 30 de limbi, apărând în peste 50 de volume individuale.